# Hybridelektrokraftfahrzeug

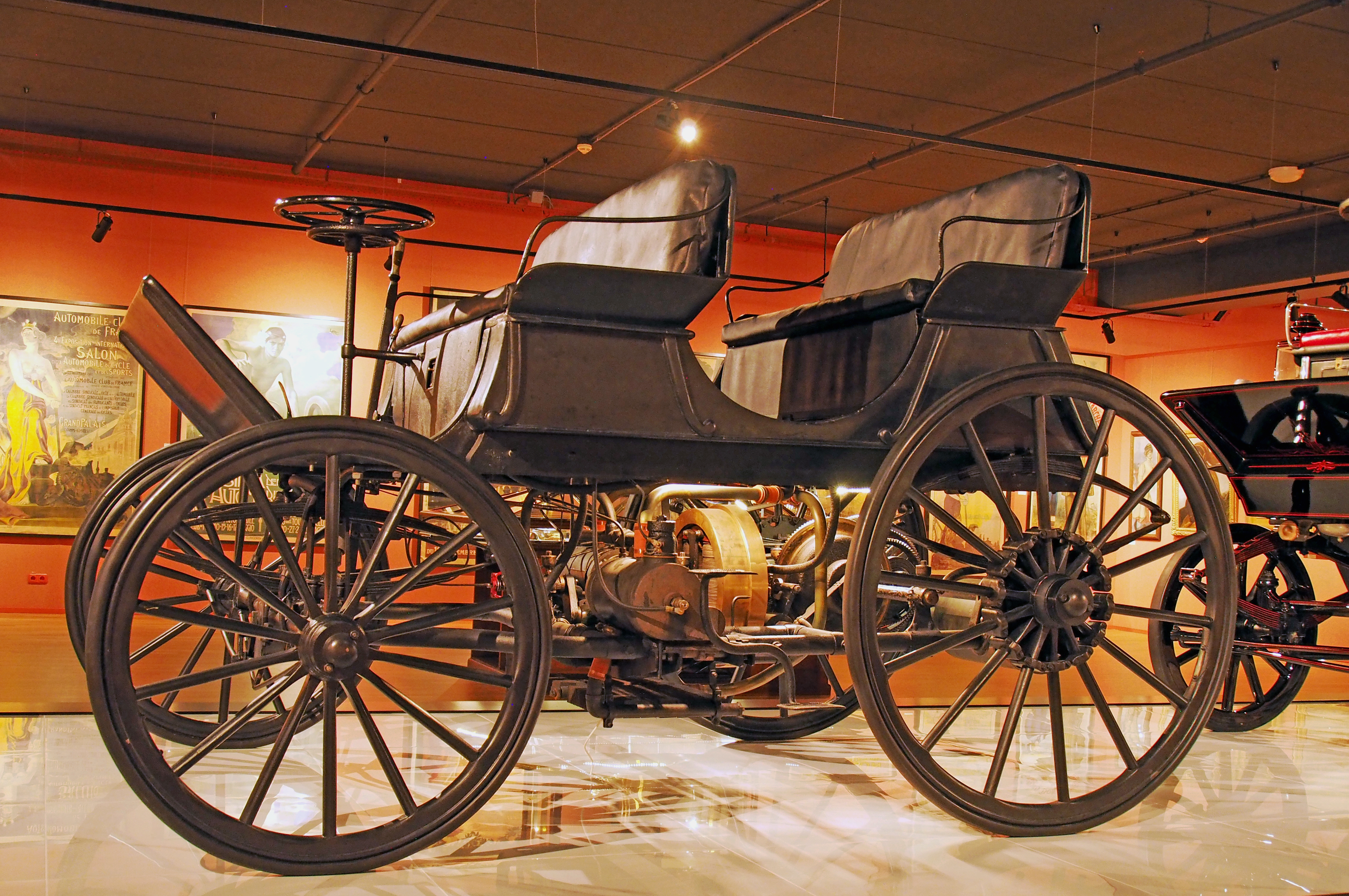
Das weltweit wahrscheinlich erste Hybridelektrokraftfahrzeug: Armstrong Phaeton Benzin-Elektro-Hybrid (von 1896) im Louwman Museum in Den Haag, Niederlande

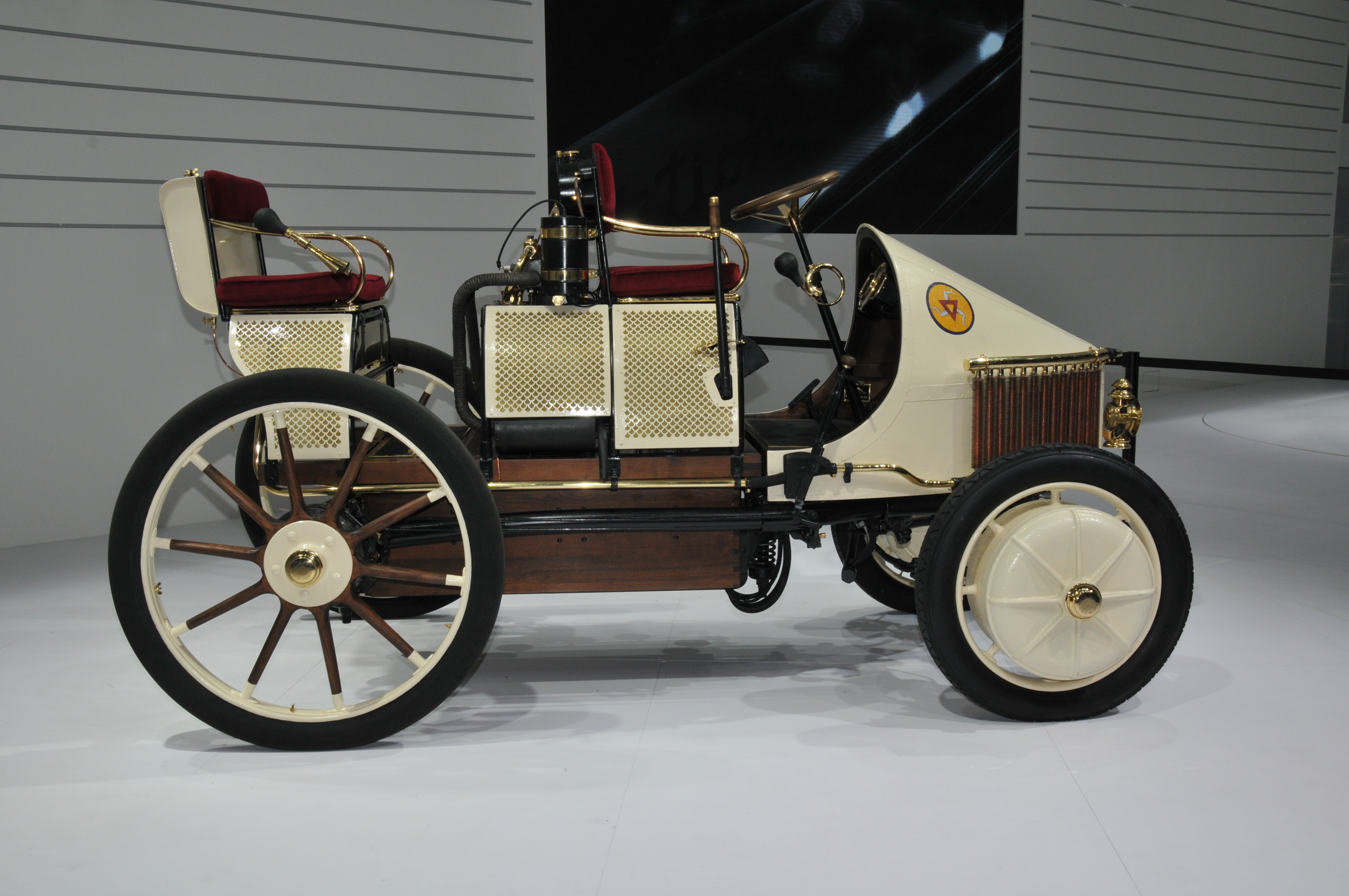
Lohner-Porsche „Mixte“ (ca. 1902) Hybridfahrzeug mit Verbrennungsmotor der Daimler-Motoren-Gesellschaft; vorne zwei Radnabenmotoren je 1,5 kW; bis 50 km/h

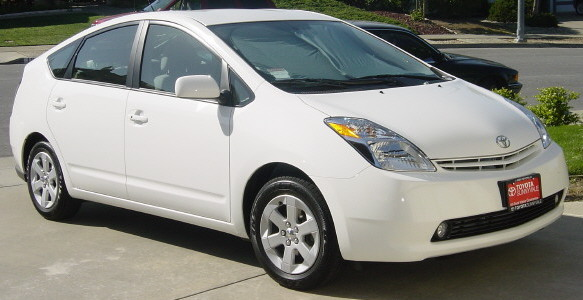
Toyota Prius NHW 20, Nachfolgemodell des ersten Großserien-Pkw mit Hybridantrieb

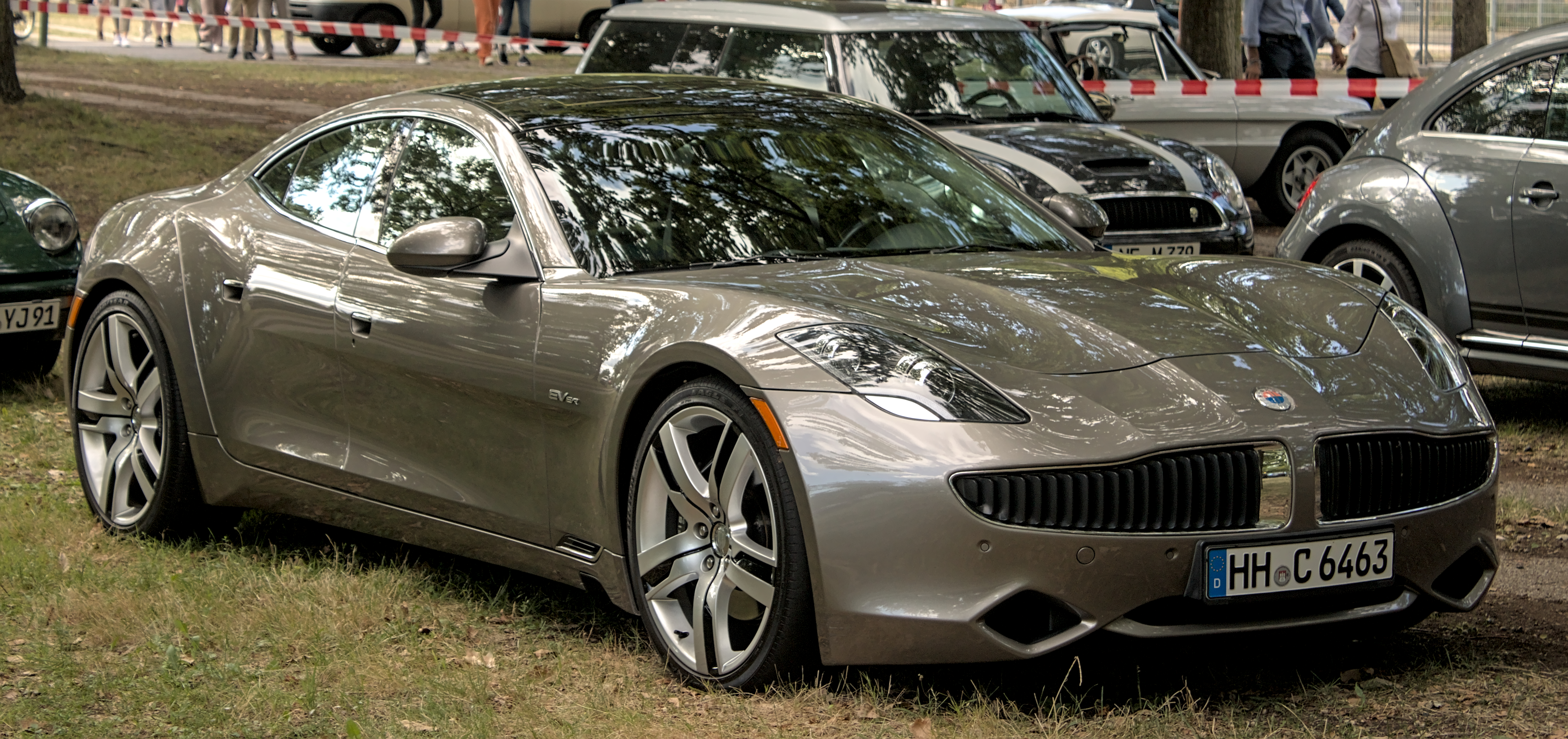
Fisker Karma Plug-in-Hybrid

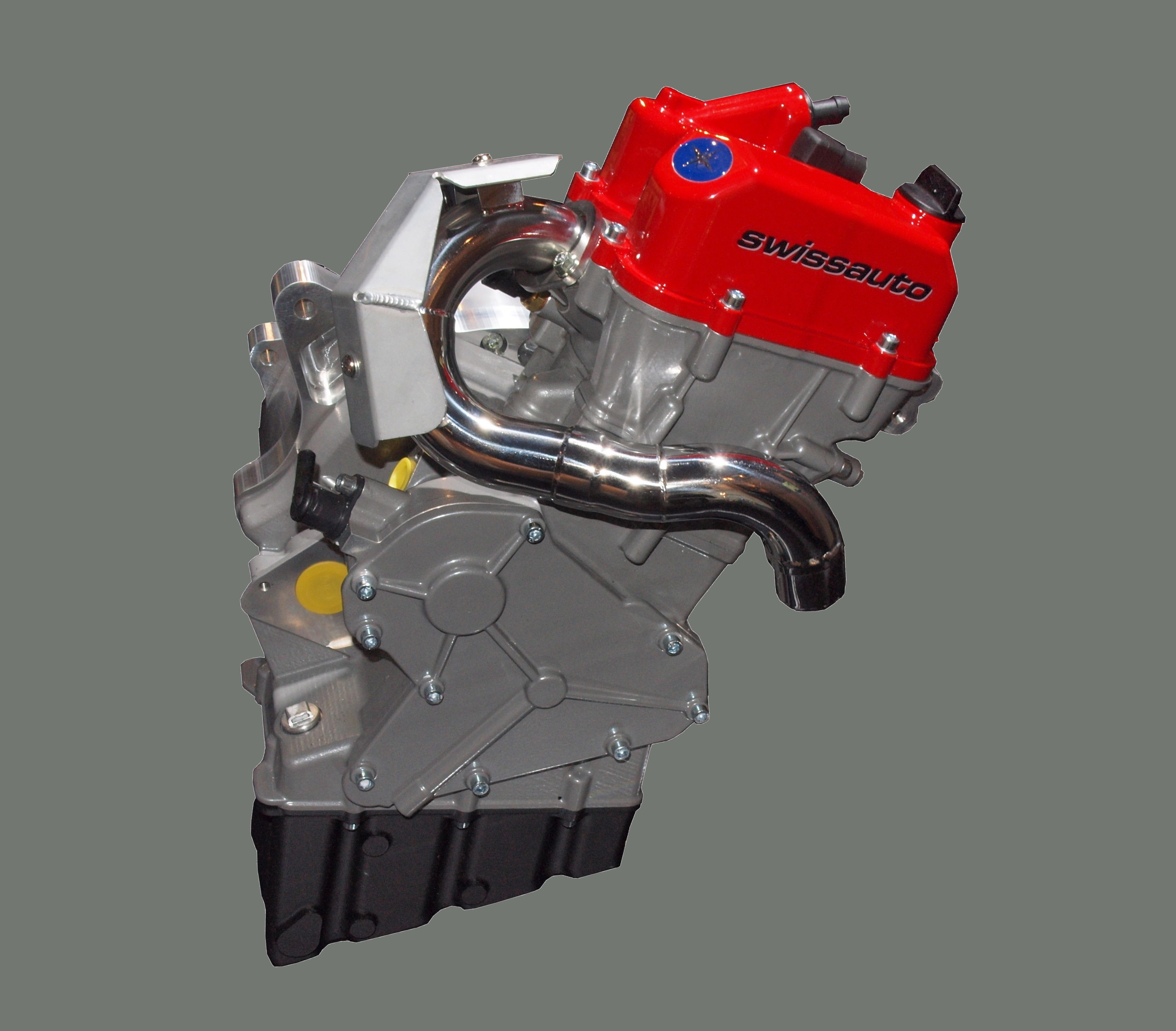
Range Extender: Generator mit Einzylinder-Verbrennungsmotor von swissauto
macht Elektrofahrzeuge zu Hybridfahrzeugen; präsentiert auf der IAA 2011

Ein Hybridelektrokraftfahrzeug (englisch Hybrid Electric Vehicle, HEV), gemäß EU-Richtlinie kurz Hybridelektrofahrzeug, umgangssprachlich auch Hybridfahrzeug oder Hybridauto, akademisch Fahrzeug mit Hybridantrieb oder aber auch Fahrzeug mit Hybridmotor, ist ein Elektrofahrzeug, das von mindestens einem Elektromotor sowie einem weiteren Energiewandler angetrieben wird und Energie sowohl aus seinem elektrischen Speicher (Akku) als auch einem zusätzlich mitgeführten Kraftstoff bezieht.
Nur in der Ausführung als Plug-in-Hybrid ist eine elektrische Aufladung am Stromnetz vorgesehen. Klassisch wird dazu ein Verbrennungsmotor mit einem elektrischen Generator eingesetzt, zunehmend auch Brennstoffzellen, die aus mitgeführtem Wasserstoff direkt Elektrizität gewinnen, speziell bezeichnet als Brennstoffzellenfahrzeug (englisch Fuel Cell Hybrid Vehicle, FCHV).
Ein Hybridantrieb kann mit unterschiedlichen Zielvorgaben gestaltet werden: Schon in seiner historischen Entwicklung für erste Elektrofahrzeuge um 1900 ging es allein um Reichweite. Im Serien-Automobilbau sowie im Motorsport wird er zuweilen ergänzend als Beschleunigungsreserve eingesetzt, die vor allem im niedrigen Drehzahlbereich das Drehmoment steigert, und um mit Rekuperationsbremse sowie durch optimalen Arbeitspunkt des Verbrennungsmotors dessen Effizienz und Kraftstoffverbrauch zu verbessern. Gegenwärtig werden Verbrennungsmotoren mit Akkumulatoren kombiniert, es lassen sich aber auch Superkondensatoren als besonders leistungsstarke Kurzzeit-Reserve für höchste Beschleunigung einsetzen.

## Wirkungsgrad-Vorteile

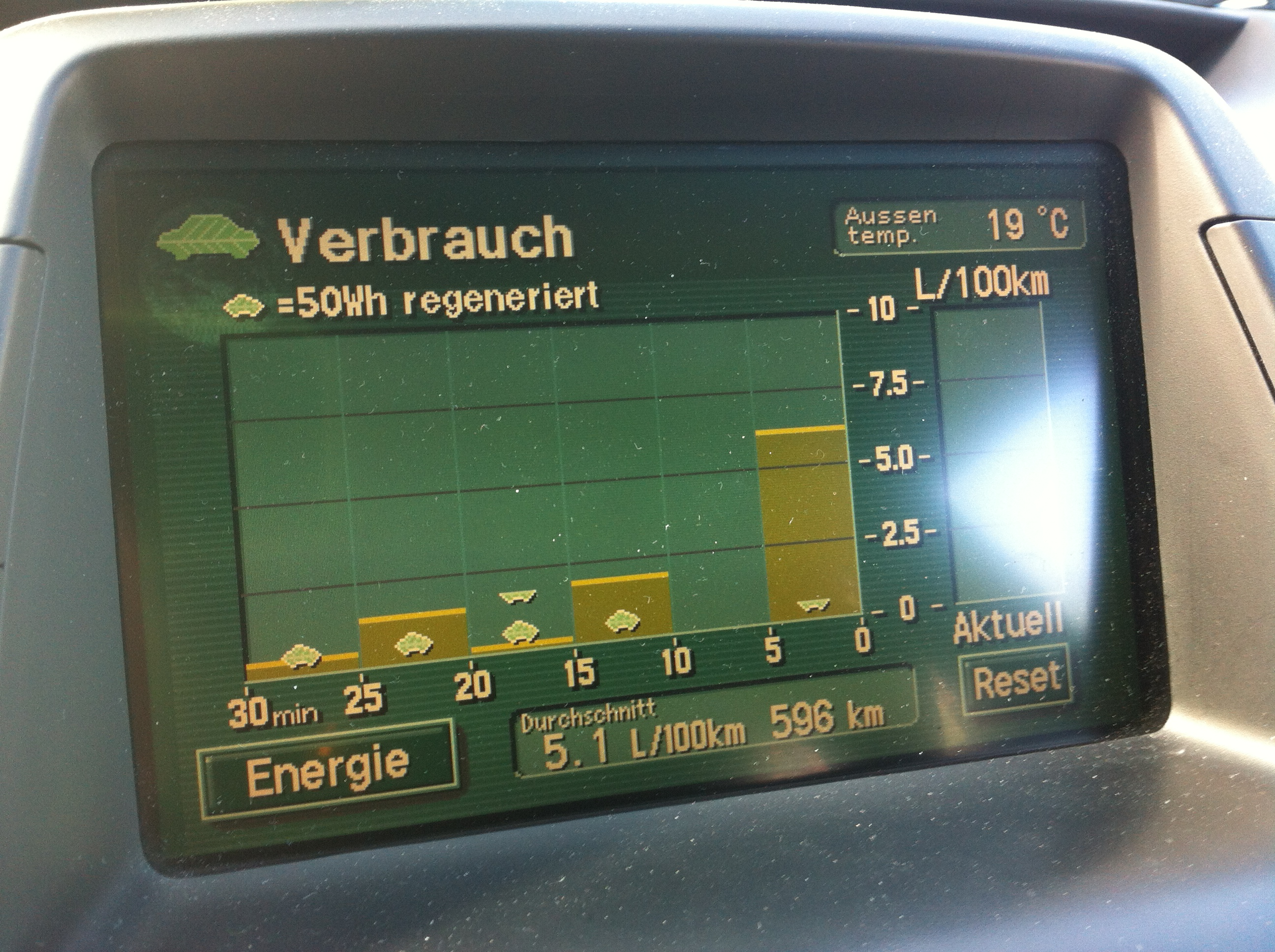
Verbrauchsanzeige im Toyota Prius

Ein Verbrennungsmotor lässt sich folgendermaßen charakterisieren:
- Die chemische Energie des Kraftstoffes wird zunächst teilweise in Wärme umgewandelt.
- Ein Teil der Wärme wird in mechanische Energie (Rotation der Kurbelwelle) gewandelt und zum Antrieb genutzt.
- Der überwiegende Teil der Primärenergie wird an Kühlwasser und Abgase abgegeben.

Der Wirkungsgrad eines Ottomotors beträgt bei optimaler Drehzahl und Auslastung maximal ca. 37 %. Er ist bei gegebener Drehzahl stark lastabhängig – knapp unter Volllast am höchsten, Absinken bis zum Leerlauf auf null. Das heißt, im Teillastbetrieb, wenn wenig Gas gegeben wird, haben Ottomotoren einen schlechten Wirkungsgrad. Bei Marx werden für Fahrzeuge mit Verbrennungsmotor 20 % Effizienz angegeben.
Teillast und Leerlauf des Verbrennungsmotors kommen im Stadtverkehr häufig vor und können in Hybrid-Elektrokraftfahrzeugen weitgehend vermieden werden. Der Verbrenner kann nun häufiger und länger bei hoher Last mit günstigem Wirkungsgrad betrieben werden. Die anfallende überschüssige Energie wird über einen Generator für die Akkuladung verwendet. Beim Beschleunigen können Verbrennungs- und Elektromotor gemeinsam arbeiten. Bei gleicher Beschleunigung kann also ein kleinerer Verbrennungsmotor verwendet werden (Downsizing). Beim Bremsen und im Schubbetrieb wird der größere Teil der Bremsenergie in den Akkumulator zurückgeführt (Nutzbremse). Insbesondere im Stadtverkehr tragen diese Rückgewinnungen zur Verbrauchsverminderung um bis zu 60 % bei. Der Verbrennungsmotor ist abgeschaltet, wenn keine oder wenig Antriebsleistung benötigt wird. Die Lärmreduktion im Schubbetrieb, bei Stillstand oder bei Langsamfahren (Einparken) mit geladenem Akku ist im städtischen Raum ein weiterer Gewinn. Auf einen separaten Anlasser kann verzichtet werden, weil der Elektromotor die Funktion mit übernimmt.
Elektromotoren haben einen vergleichsweise hohen Wirkungsgrad von über 90 %. Dieser bleibt über einen weiten Drehzahlbereich hoch. Die Effizienz sinkt bei hohem Drehmoment ab, insbesondere bei Überlastung.
In die elektrische Gesamtbilanz geht noch der Speicherwirkungsgrad des Akkumulators ein. Superkondensatoren werden bisher selten verbaut. Letztere sind ebenso wie die Leistungselektronik sehr effizient (> 90 %), während die Effizienz des Akkumulators aufgrund des Peukert-Effektes je nach Akkuchemie und Belastung geringer sein kann. Für Elektroantriebe wird ein Gesamtwirkungsgrad von 85 % angegeben.
Elektromotoren sind zudem überlastbar, das heißt, sie können ein höheres Drehmoment und kurzzeitig eine höhere Leistung abgeben als ihre Nennleistung. Dieses Drehmoment steht auch bei stehendem Motor zur Verfügung, anders als beim Verbrennungsmotor, der erst ab einer Mindestdrehzahl belastet werden kann. Durch Kombination der beiden Motoren kann das Fahrzeug bei gleicher Systemleistung um etwa 10–20 % schneller beschleunigen (elektrisches Boosten). Aufgrund des bei Hybridfahrzeugen oft klein ausgelegten Verbrennungsmotors haben sie häufig eine etwas geringere Höchstgeschwindigkeit und sind bei hoher Leistungsanforderung lauter, weil sie dann in höheren Drehzahlbereichen arbeiten müssen.
Das Fahrmanagement sorgt einerseits für einen hohen Fahrkomfort und gewünschte Beschleunigungswerte, andererseits optimiert es durch die Wahl und Aufteilung der zwei Antriebe den Gesamtwirkungsgrad. Es bestehen drei Möglichkeiten:
- Rein elektrisches Fahren, Verbrennungsmotor abgeschaltet, z. B. beim Einparken
- Elektrische Unterstützung des Verbrennungsmotors, z. B. zum Beschleunigen bei hoher Geschwindigkeit
- Lastpunktanhebung: Verbrennungsmotor zum Antrieb und zum Akku-Laden, dadurch höhere Effizienz

Dadurch lässt sich der Gesamtwirkungsgrad des Fahrzeuges auf über 38 % steigern.
Zur Anzeige des Betriebszustands kann ein Econometer dienen.
Dieselmotoren haben einen etwas günstigeren Wirkungsgradverlauf (kleine Drosselverluste), weshalb sie weniger vom Einbau eines Elektromotors und Akkumulators profitieren.

### Masse
Bei konstanter, schneller Fahrt auf der Autobahn kann sich das Zusatzgewicht in einem höheren Verbrauch niederschlagen. Wird beschleunigt und abgebremst oder wechseln sich Berg- und Talfahrten ab, kann der durch das Zusatzgewicht bedingte Mehrverbrauch durch die Möglichkeit der Nutzbremse überkompensiert werden. Eine vorausschauende Fahrweise kann schon beim normalen Pkw 10 bis 20 Prozent des Verbrauchs einsparen, während dieser Wert beim Hybrid nochmals zunimmt, weil jedes vorausschauende Bremsen der Energiegewinnung dienen kann. Der Verbrennungsmotor arbeitet bei Autobahngeschwindigkeit bereits in einem relativ günstigen Wirkungsgradbereich.

### Verbrenner-Optimierung
Der Hybridantrieb ermöglicht es, den Verbrennungsmotor anders auszulegen als in einem Fahrzeug, in dem er allein ständig das Fahrzeug antreiben muss. So betreiben u. a. Toyota und Honda den Verbrennungsmotor im Atkinson-Zyklus und erzielen damit Kraftstoffeinsparung und Lautstärkereduzierung bei niedriger bis mittlerer Leistung.

## Klassifizierung
Werden die Akkumulatoren nur mit dem Verbrennungsmotor über den eingebauten Generator geladen, wird der Hybrid als autark bezeichnet. Beim Plug-in-Hybrid können die Akkus hingegen auch am Stromnetz geladen werden.
Im Allgemeinen wird nach der elektrischen Leistung klassifiziert in drei Hybridisierungsstufen: Mikro-, Mild- und Vollhybrid. Zudem wird nach der Systemstruktur unterschieden in Seriell-, Parallel- und Mischhybrid.

### Einteilung nach Systemstruktur

#### Serieller Hybrid

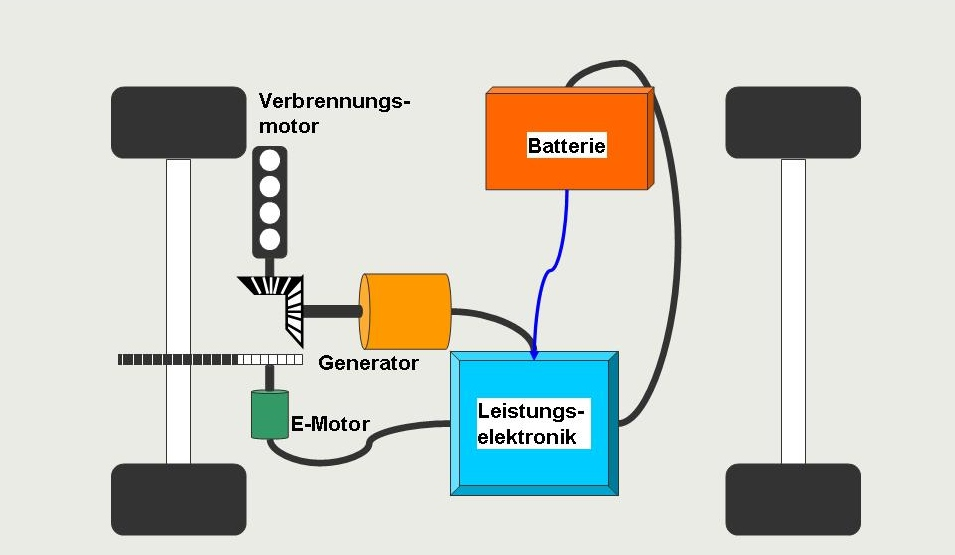
Serieller Hybrid mit Verbrennungsmotor

Bei einem seriell angeordneten Hybridantrieb, der dem  dieselelektrischen Antrieb zum Beispiel bei Schiffen oder Lokomotiven entspricht, hat der zweite Energiewandler keine mechanische Verbindung mehr zur  Antriebsachse. Meist treibt ein Verbrennungsmotor einen elektrischen Generator an, der die Fahrenergie bereitstellt oder den Fahrakku lädt. Beim Brennstoffzellenfahrzeug übernimmt die Brennstoffzelle die Funktion des Generators. Die Leistungsfähigkeit der Motor-Generator-Kombination oder der Brennstoffzelle bestimmt dabei die Dauerleistung und -höchstgeschwindigkeit. Bei kurzzeitigem höheren Leistungsbedarf kann der Akku zusätzlichen Strom liefern. Der oder die antreibende(n) Elektromotor(en) müssen immer das gesamte geforderte Drehmoment und die gesamte geforderte Leistung erbringen.
Beispiele mit Motor + Generator: Mazda MX-30 R-EV, BMW i3 mit Range Extender, Fisker Karma, Nissan Qashqai e-Power, sowie die Studie Opel Flextreme GT/E.
Beispiele für aktuelle Brennstoffzellenfahrzeuge als serieller Hybrid: Toyota Mirai (leistungsverzweigt), Hyundai Nexo oder der Transporter Renault Kangoo Z.E. Hydrogen.
Die Darstellung mit einem magnetisch-elektrischen Getriebe-Automaten wird auch Direkthybrid genannt.

#### Paralleler Hybrid

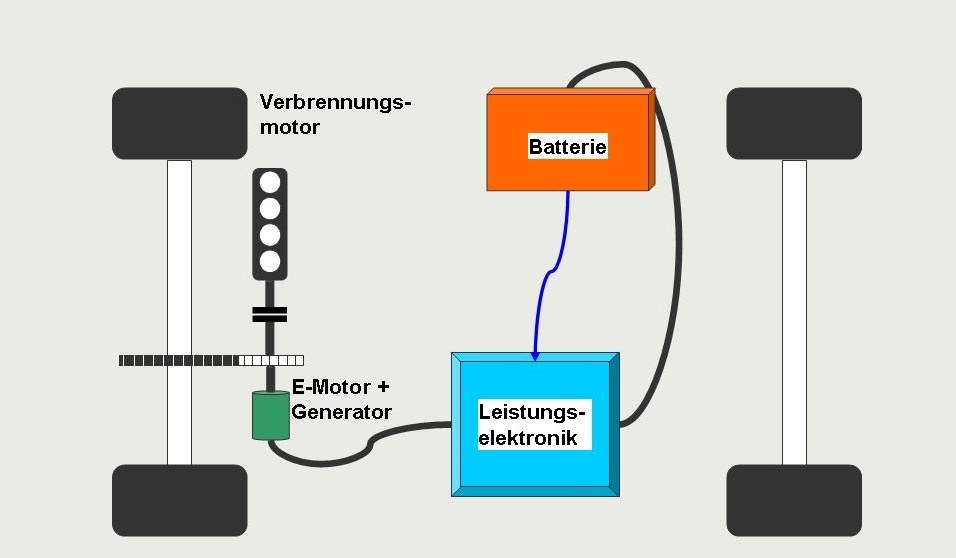
Paralleler Hybrid

Anders als beim seriellen Hybridantrieb kann beim parallelen Hybridantrieb ein Betriebszustand eingeschaltet werden, bei dem Elektromotor und Verbrennungsmotor zugleich auf den Antriebsstrang wirken, was die Drehmomente der einzelnen Antriebe addiert. Das ermöglicht eine schwächere Auslegung aller Motoren, was Kosten, Gewicht und Bauraum spart, im Falle des Verbrennungsmotors auch Kraftstoff (downsizing). Parallelhybride lassen sich vergleichsweise kostengünstig als Mildhybrid verwirklichen. Falls auch ein rein elektrischer Fahrbetrieb möglich sein soll, muss der Elektromotor dementsprechend ausgelegt werden. Dietrich Naunin (* 1937, Sohn von Helmut Naunin) schreibt dazu: Charakteristisch für den parallelen Hybrid ist, dass beide Antriebsaggregate aufgrund der Leistungsaddition bei gleichen Fahrleistungen im Vergleich zum konventionellen Antrieb kleiner dimensioniert werden können.
Die Parallelhybride werden je nach Position und Eingriffspunkt der E-Maschine (EM) zum Verbrennungsmotor (VM) in die Kategorien P0-P4 eingeteilt:
- P0: EM vor dem VM, z. B. über Riemen mit der Kurbelwelle des VM verbunden
- P1: EM fest mit der Kurbelwelle des VM verbunden
- P2: EM sitzt zwischen VM und Getriebeeingangswelle, zwischen VM und EM befindet sich eine Kupplung (C0). Die EM ist fest oder über eine zweite Kupplung (C1) mit der Getriebeeingangswelle verbunden
- P2.5: EM sitzt in einem Doppelkupplungsgetriebe an der Eingangswelle einer Getriebeseite[12]
- P3: EM fest mit der Getriebeausgangswelle verbunden, die EM befindet sich zwischen Getriebe und Differential
- P4, auch Axle-Split: Elektrische Achse aus EM und Differential oder EMs als Radnabenmotoren, keine mechanische Verbindung (Welle) zum VM

Für P0 und P1 gilt:
- Im geschleppten Betrieb (Schubbetrieb) vermindern die zusätzlichen Reibungsverluste der VM die Rekuperationsleistung der EM.
- Diese Konfigurationen eignen sich zur Lastpunktverschiebung (siehe Verbrauchskennfeld der VM), wobei der VM das Fahrzeug antreibt und gleichzeitig der Energiespeicher geladen wird. Das bedeutet zwar einen höheren Verbrauch, durch den besseren Wirkungsgrad der VM wird dennoch weniger verbraucht, als wenn der VM zum Fahren und zur Ladung zu verschiedenen Zeiten eingesetzt werden.
- Durch gleichzeitigen Betrieb von VM und EM kann die Beschleunigung des Fahrzeugs erhöht werden.
- Diese Konfigurationen ergeben sich, wenn man einen VM mit einem Startergenerator kombiniert, siehe folgenden Abschnitt Mild-Hybrid.

P4 erlaubt auch einen Allradantrieb, zumindest in dem Geschwindigkeitsbereich, in dem beide Maschinen antreiben können.
Varianten können auch zusammengesetzt werden, z. B. als P0/4.
Bei Fahrzeugen wie dem Nissan March/Cube e-4WD gab es eine japanische Variante in P4-Auslegung. Der VM treibt die Vorderachse und einen Generator für den Antrieb der EM an der Hinterachse. Über die Erregung des Generators wurde die Leistungsabgabe der EM geregelt. In einer ersten Variante war so ein Allrad bis 25 km/h möglich, in der folgenden Generation bis 40 km/h. Energiequelle war immer der VM, da keine Batterien für elektrischen Antrieb und Rekuperation vorhanden waren.
In jedem Fall ist ein Getriebe am Verbrennungsmotor notwendig, was Gewichts- und Kostenvorteile teilweise wieder aufhebt.

#### Leistungsverzweigender Hybrid (Mischhybrid)

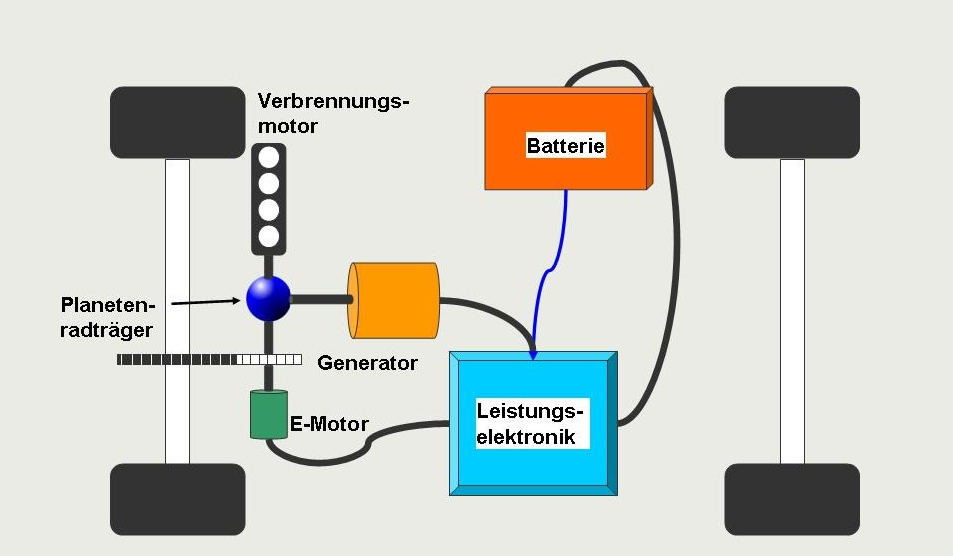
Leistungsverzweigender Hybrid

Mischhybride kombinieren den seriellen und den parallelen Hybridantrieb (oft variabel) während der Fahrt entsprechend den Fahrzuständen. Je nach Betriebsart und Fahrzustand kann entweder der Verbrennungsmotor mit dem Generator nur den elektrischen Energiespeicher (Hybridbatterie) laden und den Elektromotor antreiben (serieller Hybridantrieb) oder mechanisch mit den Antriebswellen gekoppelt sein (paralleler Hybridantrieb). Bei diesem kombinierten Hybridantrieb wird lediglich mittels einer (automatisch betätigten) Kupplung zwischen den beiden Betriebsarten umgeschaltet. Als Beispiele für Mischhybride sind der Chevrolet Volt, der Opel Ampera und der seit 2014 auf dem Markt befindliche Cadillac ELR sowie alle Honda-Modelle (seit 2022) zu nennen.
Demgegenüber wird beim Leistungsverzweigenden Hybridantrieb die Leistung teils mechanisch, teils über die als elektrisches Getriebe (serieller Hybridantrieb) arbeitende Motor-Generator-Kombination auf die Räder übertragen. Ein Beispiel für Leistungsverzweigung ist der Toyota Prius mit dem Hybrid Synergy Drive, in dem die Übersetzung ausschließlich über die Drehzahlen der elektrischen Maschinen gesteuert wird. Diese One-Mode-Getriebe werden bei Toyota, Lexus, Ford und anderen eingesetzt.
Das Two-Mode-Getriebe von Allison Transmission bietet verschiedene Betriebsmodi, die mit Lamellenkupplungen geschaltet werden. Das Getriebe hat zwei leistungsverzweigende Fahrbereiche und vier mechanische Übersetzungen (zusätzliche feste Gänge), in denen das System als Parallelhybrid arbeiten kann. Dadurch kann gegenüber One-Mode-Getrieben der elektrische Leistungsanteil verringert werden, wodurch die elektrischen Maschinen geringeren Anforderungen unterliegen. Der höhere mechanische Leistungsanteil ergibt zudem einen höheren Wirkungsgrad. Mit diesem aufwändigeren Konzept sind weitergehende Anpassungen an verschiedene Fahrzustände, wie etwa hohe Geschwindigkeiten, möglich. Dieses Getriebe wird in einer Kooperation zwischen General Motors, Daimler AG und BMW entwickelt.

### Einteilung nach dem Anteil der elektrischen Leistung
Nach dem Leistungsanteil des elektrischen Antriebs an der Gesamtleistung (Hybridisierungsgrad) des Fahrzeugs und den möglichen Betriebszuständen werden drei Stufen unterschieden. Es gibt zudem unterschiedlichste Zwischenformen. Darüber hinaus sind auch Fahrzeuge darstellbar, die überwiegend elektrisch angetrieben werden.

#### Micro-Hybrid
Grundsätzlich kennzeichnet ein Hybridfahrzeug das Vorhandensein zweier unterschiedlicher für den Fahrzeugantrieb eingesetzter Energiewandler, was beim sogenannten Mikrohybrid nicht der Fall ist. Mikrohybridfahrzeuge haben im Wesentlichen die folgenden Merkmale:
- Start-Stopp-Automatik und zusätzlich
- Bremsenergierückgewinnung (Rekuperation) zum Laden der Starterbatterie. Die Elektro-Maschine (Startergenerator) wird aber meist nicht oder kaum zum Antrieb des Fahrzeugs genutzt.

Nach Naunin hat sie eine Leistung von 2,7 bis 4 kW/t (spezifisches Leistungsgewicht in Kilowatt Leistung des Elektroantriebs pro Tonne Fahrzeugmasse). Vorteil ist eine Kraftstoffeinsparung durch Motorabschaltung im Stillstand und den durch Laden der Batterie mit Bremsenergie später verringerten Leistungsbedarf der Lichtmaschine.
Beispiel: Die BMW-1er-Baureihe ab Modelljahr 2007 mit Schaltgetriebe sowie der Citroen Berlingo 2 mit 66 kW Dieselmotor und einem 6-Gang-Automatikgetriebe zur steuersparenden Optimierung auf 125 g CO2/km. Als Energiespeicher kommen Superkondensatoren zum Einsatz.
Nachteil der Start-Stopp-Funktion ist der durch das häufige Anlaufen bedingte höhere Verschleiß der Kurbelwelle, die mit einer reibungsarmen Lagerung auf eine andauernde Rotation ausgelegt ist. Wie groß diese Auswirkungen einer Start-Stopp-Funktion auf die Lebensdauer eines Motors sind, werden die nächsten Jahre zeigen.

#### Mild-Hybrid
Das Elektroantriebsteil unterstützt den Verbrennungsmotor zur Leistungssteigerung. Die Bremsenergie kann in einer Nutzbremse teilweise wiedergewonnen werden.
Im Wesentlichen hat diese Ausführung folgende Merkmale:
- Startergenerator
- Start-Stopp-Funktion
- Rekuperation (in aller Regel stärker als bei Mikro-Hybrid)
- Etwas elektromotorische Unterstützung des Antriebs beim Losfahren des Fahrzeugs und bei hoher Beschleunigung,[18] größere Distanzen sind damit nicht elektrisch möglich[19]

Als elektromotorische Leistungen werden etwa 6–14 kW/t angegeben. Durch die Kraftstoffersparnis lässt sich eine CO2-Einsparung von etwa 15 Prozent realisieren. Parallel arbeitende Hybridantriebe werden oft als Mildhybrid ausgeführt.
Es gibt Mild-Hybride, deren Emissionsreduzierung so gering ist, dass die Auswirkungen auf die Umwelt vernachlässigbar sind und als Greenwashing angesehen werden können.
Beispiele sind Mercedes S-Klasse W 221 (seit 2009), Mercedes CLS (seit 2018) oder der BMW X7 (seit 2022).

#### Voll-Hybrid
Vollhybridfahrzeuge sind mit ihrer elektromotorischen Leistung von mehr als 20 kW/t in der Lage, auch rein elektromotorisch zu fahren (einschließlich Anfahren und Beschleunigen) und stellen daher die Grundlage für einen seriellen Hybriden dar.
In groben Zügen lassen sich die Merkmale wie folgt zusammenfassen:
- Start-Stopp-Funktion
- Rekuperation
- Ausschließlich elektrischer Antrieb möglich
- Boost-Funktion (gleichzeitiger Antrieb mit allen Motoren, also elektrischer Antrieb und zusätzlich der Verbrennungsmotor)
- Die Art des Antriebs (Verbrenner und/oder Elektro) wird in der Regel von einer Software gesteuert.

Beispiele: Der BMW ActiveHybrid X6, der rein elektromotorisch etwa 60 km/h erreichen kann, der Toyota Prius, der etwa 70 km/h erreichen kann, siehe Toyota Hybrid Synergy Drive, oder der Ford C-MAX Hybrid, der etwa 100 km/h erreicht.

#### Plug-in-Hybrid
Eine Erweiterung der Hybrid-Technik stellen die Plug-in-Hybride (PHEV) dar, die versuchen, den Kraftstoffverbrauch weiter zu senken, indem die Akkus nicht mehr ausschließlich durch den Verbrennungsmotor, sondern zusätzlich extern an einer Ladestation aufgeladen werden können. Das englische Wort Plug bedeutet Stecker, der für den Anschluss des Fahrzeugs an das Stromnetz nötig ist. Bei diesem Konzept wird gesteigerter Wert auf eine Vergrößerung der Akkukapazität gelegt, um auch größere Strecken ohne lokale Emissionen zurücklegen zu können. Bei ausreichender Kapazität können Kurzstrecken (etwa 60 bis 80 Kilometer) so ausschließlich im Elektrobetrieb zurückgelegt werden, während der Verbrennungsmotor zusätzlich als Generator zum Nachladen der Batterien verwendet wird, um auch größere Strecken zu ermöglichen. Durch den möglichen Alleinbetrieb des Verbrennungsmotors sind auch bei leerer Batterie größere Fahrstrecken möglich.

#### Range Extender
Der Begriff des Range Extenders (Reichweitenverlängerer, auch REX) stellt die Fähigkeit in den Vordergrund, im Normalbetrieb rein oder überwiegend mit elektrischer Energiezufuhr zu fahren, aber bei Bedarf (z. B. mangels Ladesäulen) auch einen Verbrennungsmotor in Betrieb zu nehmen, der weniger leistungsstark ist, z. B. beim BMW i3 (Modell von 2013) 28 kW aufweist gegenüber 125 kW des Elektromotors und als Ausstattungsoption angeboten wird. So können eventuelle Nachteile aufgrund mangelnder elektrischer Reichweite oder fehlender elektrischer Nachlademöglichkeiten ausgeglichen werden. Nachteile des REX sind das erhöhte Gewicht durch Motor, Getriebe und Tank, eine meist recht begrenzte Tankkapazität (BMW i3 REX: 9 Liter), sowie die durch die verringerte Leistung des Extenders dann bei leerer Batterie begrenzte Durchschnittsgeschwindigkeit im Nachladebetrieb (beim i3 ca. 120 km/h).

### Eigenschaften der verschiedenen Konzepte
Der Hybridantrieb wird verwendet, um einen geringeren Kraftstoffverbrauch zu erzielen oder um Leistung oder Fahrkomfort zu steigern. Bei ihm ergänzen sich die Leistungskennlinien eines Elektromotors mit seinem hohen Drehmoment im unteren Drehzahlbereich und eines Verbrennungsmotors, dessen Stärken im oberen Drehzahlbereich liegen. Zusätzlich kann durch eine Nutzbremse ein Teil der Bremsenergie zurückgewonnen werden.
Ein systembedingter Nachteil des Vollhybridantriebes sind die notwendigen größeren Energiespeicherkapazitäten, die durch höhere Eigengewichte den Nutzen verringern. Das kann jedoch durch Einsparungsmöglichkeiten an anderer Stelle (zum Beispiel vereinfachtes Getriebe, Entfallen der Lichtmaschine und des Anlassers) teilweise kompensiert werden. Allerdings ist zu erwarten, dass moderne Akkumulatoren wie zum Beispiel Lithium-Polymer-Akkus oder auch Superkondensatoren beziehungsweise Lithium-Ionen-Kondensatoren diesen Nachteil in Zukunft verringern.
Ein weiterer Nachteil ist die aufwändige Produktion der Hauptkomponenten Elektromotor und Akkumulator, die die Herstellungsbilanz belasten. Bisher fehlt es an unabhängigen Untersuchungen zur Klärung der Frage, wie viel mehr an Energie für die Herstellung von Hybridfahrzeugen aufgewendet werden muss bzw. mit welcher Kraftstoffmenge man das im Vergleich zu einem Standardfahrzeug verrechnen müsste.
Derzeit hat der Mildhybrid bei geringerem Aufwand ebenfalls ein gutes Einsparpotenzial. Diese Antriebsart ist mit wenig Aufwand in vorhandene Fahrzeugkonzepte zu integrieren, während für Vollhybride mehr Entwicklungsaufwand vonnöten ist. Der einfachste Ansatz des Mildhybrid ist der Startergenerator, der den Anlasser und die Lichtmaschine in einem Elektromotor vereint und an den Antriebsstrang angebunden ist.
Bei Vollhybriden, besonders ausgeprägt bei Leistungsverzweigung und stufenlosem Getriebe, mit Einschränkung auch bei Mildhybriden, können ungünstige Motorbetriebspunkte weitgehend vermieden werden. Dieser Zusatznutzen ist beim Diesel-Hybridantrieb nur in geringerem Ausmaß möglich, da der Dieselmotor ohnehin in den meisten Motorbetriebspunkten einen sehr guten Wirkungsgrad aufweist. Weil sich aber das nötige Beschleunigungsdrehmoment des Verbrennungsmotors durch die Kombination mit dem Elektromotor verringert, können beim Dieselmotor erheblich reduzierte Emissionen von Stickoxiden (NOx) erreicht werden, wenn das Downsize-Potenzial nicht ausgenutzt wird. Der Diesel-Hybridantrieb hat also neben dem Verbrauchsnutzen auch einen Emissionsnutzen vorzuweisen.

## Entwicklungsgeschichte

### Frühe Entwicklungen und Prototypen bis 1991

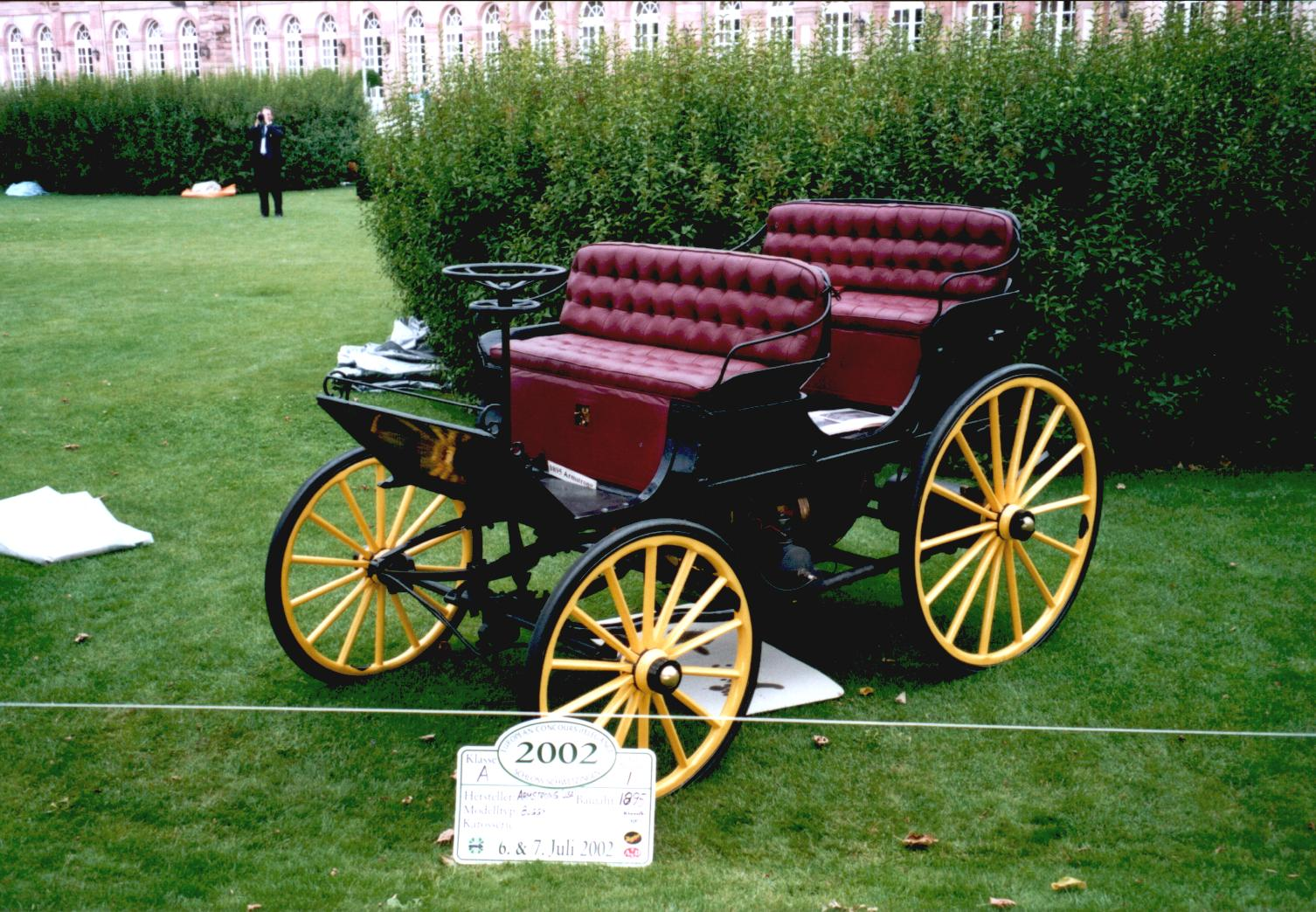
Armstrong von 1896

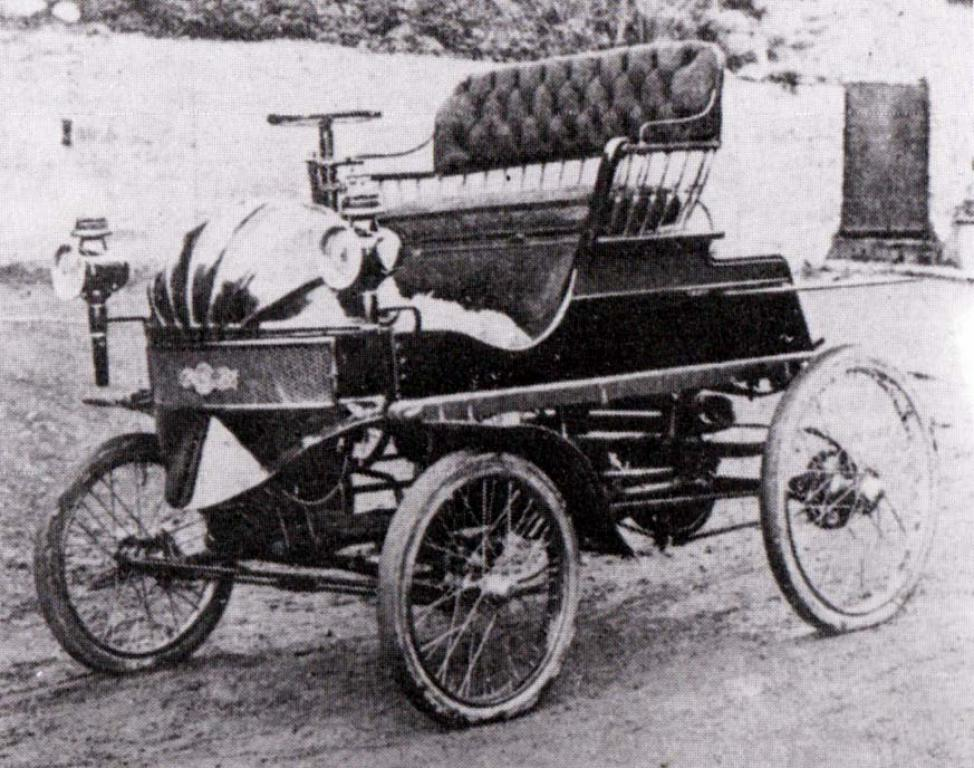
Pieper Hybrid mit Elektroantrieb und Ottomotor zum Laden der Batterie (1899–1901)

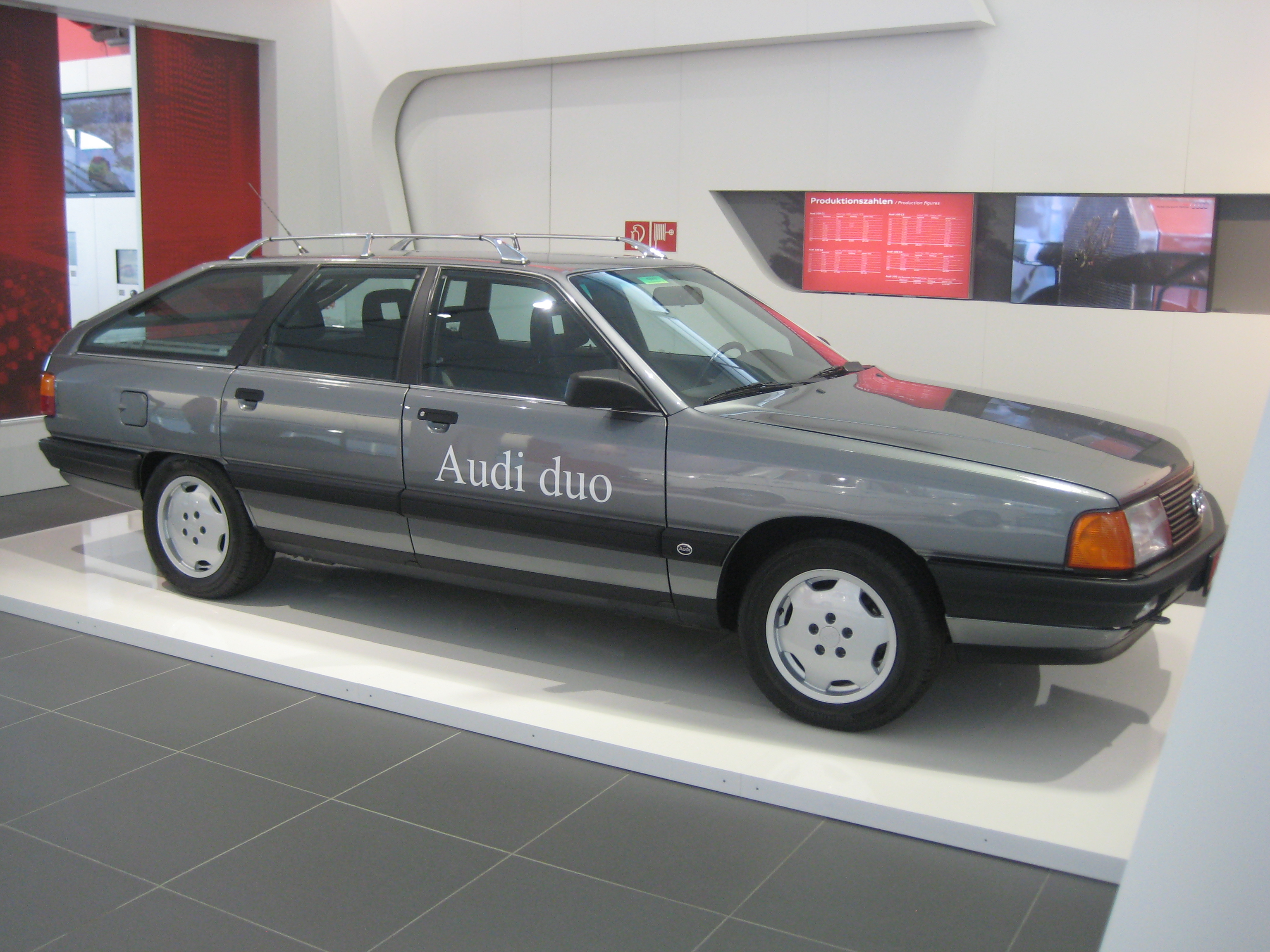
Audi Duo auf Basis des Audi 100 Avant aus dem Jahr 1989

- 1896 stellte die Armstrong Manufacturing Company aus den USA ein oder mehrere Fahrzeuge her, von denen eines erhalten geblieben ist.
- 1899 wurde ein Automobil mit Hybridantrieb unter dem Namen La Cuadra in Barcelona gebaut. Dieses gab es sowohl mit Elektromotor als auch mit einem zusätzlichen 5-PS-Verbrennungsmotor, der einen Generator für die Akkus antrieb.
- Der belgische Hersteller Établissements Pieper bot von 1899 bis 1901 ein Hybridfahrzeug an, dessen Einzylindermotor von De Dion-Bouton die Batterien lud. Der Antrieb erfolgte elektrisch.
- Ferdinand Porsche, der bereits 1896 ein Patent für elektrische Radnabenmotoren angemeldet und ab 1900 mit dem Wiener Fahrzeugbauer Ludwig Lohner den elektrischen Lohner-Porsche angeboten hatte, entwickelte 1902 den Mixte-Hybridantrieb, einen Verbrennungsmotor-angetriebenen Generator, der Strom für den Akku liefert, und damit eine Hybrid-Version dieses Wagens.
- Nach dem gleichen Prinzip arbeiteten die Pkw und Nutzfahrzeuge des ebenfalls belgischen Herstellers Auto-Mixte (1906–1912).
- Der Londoner Busbetrieb Thomas Tilling nahm von 1911 bis 1925 in mehreren Serien hunderte von Tilling-Stevens Petrol-Electric Busse (Doppeldecker und Eindecker) in Betrieb. Sie hatten einen Verbrennungsmotor, der über einem Generator einen Elektromotor antrieb. Batterien gab es nicht, der Elektroantrieb war nur Ersatz für ein Schaltgetriebe. Die letzten Busse wurden 1933 außer Betrieb genommen.
- Vor hundert Jahren gab es ein Rennen zwischen Hybridautos, solchen mit rein elektrischem und andererseits mit Diesel-Antrieb auf dem Semmering-Pass.[29][30]
- Die Woods Motor Vehicle Company bot 1916 bis 1923 ein Hybrid-Modell dessen E-Motor bis 24 km/h arbeitete; bei höheren Geschwindigkeiten arbeitete ein normaler Verbrennungsmotor.
- In den 1930er Jahren gab es in den USA in zahlreichen Städten hunderte Stadtbusse mit dieselelektrischem Antrieb. Beispielsweise gab es in Newark sowohl über 500 dieselelektrische Busse als auch über 500 Oberleitungsbusse, die einen Dieselmotor hatten, um in der Innenstadt unabhängig von der Oberleitung fahren zu können (sog. „All-Service“-Busse). Diese Duo-Busse fuhren bis 1948, die einfachen dieselelektrischen Busse waren bis Ende 1955 in Betrieb.[31]
- 1964 wurde in Charleroi (Belgien) der Prototyp eines Linienbusses konstruiert und gebaut, dessen Dieselmotor im Heck direkt mit einem Drehstrom-Generator verbunden war, und der an der Hinterachse mit zwei Gleichstrommotoren als Radnabenantriebe ausgerüstet war. Dadurch konnte eine für damalige Verhältnisse niedrige Fußbodenhöhe von 600 mm erreicht werden.[31]
- Amerikanische Studien für Elektrohybridfahrzeuge lassen sich bis in das Jahr 1972 zurückverfolgen, als der Amerikaner Victor Wouk einen Buick Skylark, der von General Motors zur Verfügung gestellt wurde, zu einem Hybridfahrzeug umrüstete. Grund war das 1970 ins Leben gerufene Federal Clean Car Incentive Program, das jedoch 1976 durch die Umweltschutzbehörde der USA gestoppt wurde.
- Toyota baute 1977 einen Toyota Sports 800 auf Gasturbinen- und Elektrohybridantrieb um.
- Daimler-Benz zeigte 1982 einen ersten Hybrid-Prototyp. Seitdem wurden zahlreiche weitere Prototypen gefertigt.
- Volkswagen forschte jahrzehntelang an diversen Hybridkonzepten, diese Arbeit führte 1988 zu einem Flottenversuch in Zürich mit 20 Parallelhybrid-Fahrzeugen, die von Privatpersonen über einen Zeitraum von drei Jahren betrieben wurden. Wissenschaftlich betreut wurde das Projekt von der ETH Zürich.[32]
- Alfa Romeo erprobte Ende der 1980er im Modell 33 Sportwagon einen Hybridantrieb. Dabei wurde der 1,5 l Benziner von einem Elektromotor unterstützt. Der E-Motor war über einen Zahnriemen mit dem Getriebe verbunden. Somit waren 3 Fahrmodi möglich, reiner Benzinbetrieb, Mischbetrieb und rein elektrischer Betrieb.[33]
- Audi baute 1989 einen Prototyp eines Audi 100 Avant quattro mit einem 2,3-l-100-kW-Ottomotor und einem 9,3-kW-Elektromotor, der statt der Kardanwelle die Hinterräder antrieb.[34] Die Energie kam von einem Nickel-Cadmium-Akku. 1991 wurde eine neuere Ausführung des Audi 100 quattro präsentiert. Der Wagen wurde mit einem 2-Liter-Motor mit 85 kW und einem 21-kW-Elektromotor angetrieben. Dieser Wagen hatte aber eine Kardanwelle zu den Hinterrädern.

### Modelle von 1994 bis heute

#### Audi
- Erster gewerblicher Anbieter von Hybridfahrzeugen in jüngerer Zeit war Audi mit dem Audi 80 duo im Jahr 1994. Dieses Modell war jedoch so teuer, dass es praktisch unverkäuflich war. 1997 folgte der Audi A4 duo mit 66-kW-TDI- und 21-kW-Elektromotor, von dem 90 Exemplare gefertigt wurden.[35] Der Verkaufspreis lag bei 60.000 DM. Audi bzw. VW zog aus der geringen Resonanz den Schluss, dass ein Markt für Hybridantriebe nicht vorhanden sei, und konzentrierte sich auf die Diesel-Direkteinspritztechnik, die bereits in der Wehrtechnik beim Wiesel (militärisches Kettenfahrzeug) mit staatlicher Unterstützung von VW vorangetrieben wurde.

#### BMW
- Als erstes Modell wurde im Oktober 2009 der 7er „Active-Hybrid 7“ vorgestellt; er hatte einen 15-kW-Elektromotor im Getriebe eingebaut und einen 0,9-kWh-Lithium-Ion-Akku (Mild-Hybrid).[36] 2012 gab es den Active Hybrid als 5er[37] und 3er.[38] Ab 2013 gab es den Plug-in-Hybrid-Sportwagen i8, ab 2016 den 7er und den 2er-Van ebenso als Plug-in-Hybrid.

#### Daimler

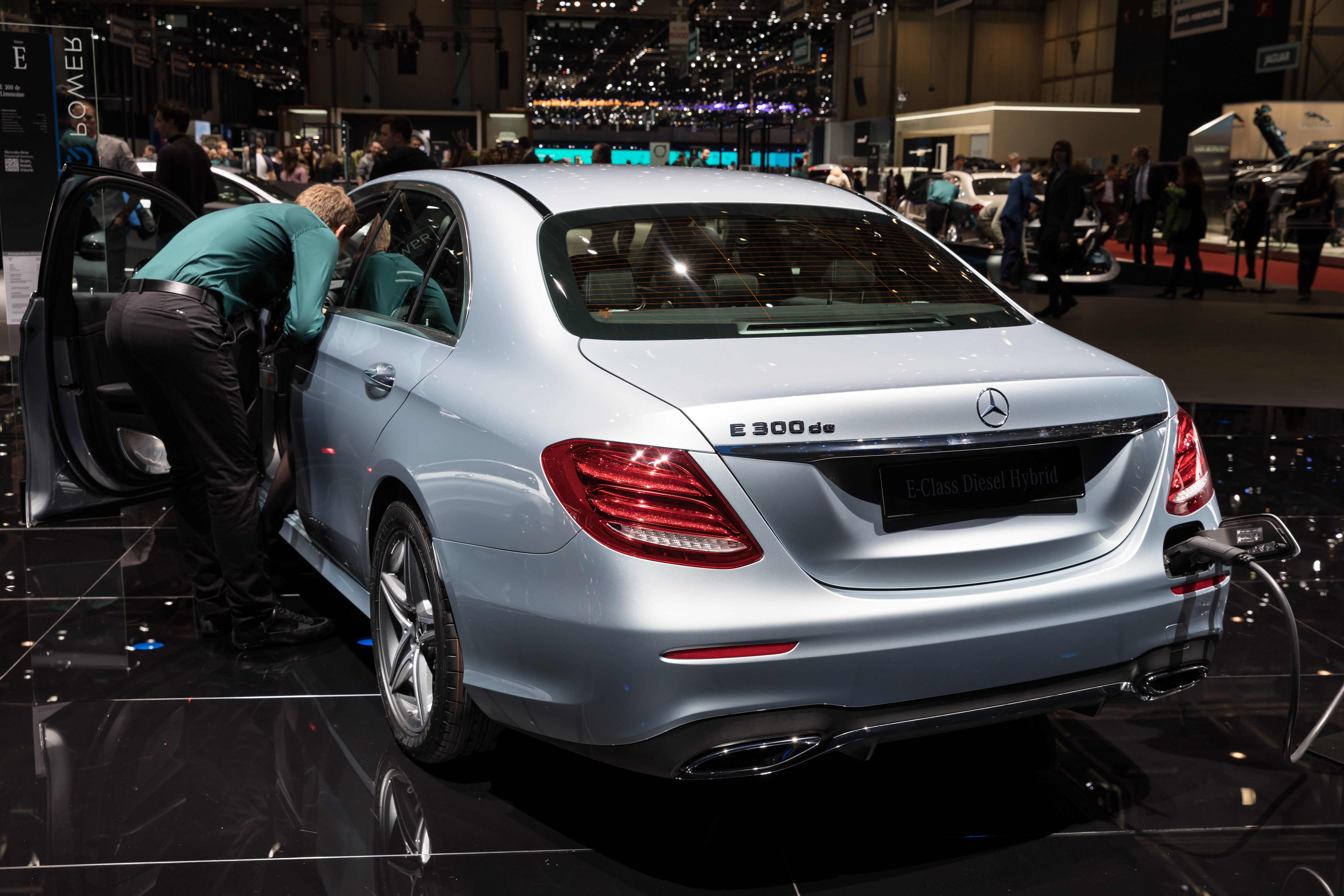
Seit 2018 bietet Daimler erstmals einen Serien-Pkw mit Diesel-Hybrid-Antrieb an

- Mit der S-Klasse bot Daimler als erster deutscher Hersteller seit Sommer 2009 ein Hybridauto (Mild-Hybrid) an. Hier wurde erstmals in einem Hybridfahrzeug Lithium-Ionen-Akkumulatoren eingebaut. Die komplette Hybridtechnik konnte unter der Motorhaube untergebracht werden.[21] Das System wurde gemeinsam mit BMW entwickelt.[39]

#### Honda
- Von 1999 bis Ende 2006 wurde das Elektrohybridfahrzeug Honda Insight gebaut. Es war in Deutschland jedoch nicht offiziell erhältlich, Verbrauch laut Hersteller 3,4 Liter/100 km. Von 2009 bis 2013 war die zweite Honda-Insight-Generation in Deutschland auf dem Markt und zudem das derzeit erschwinglichste Hybridauto.
- Mit dem Civic Hybrid (ab 2006, Vorgänger Civic IMA ab 2004) bietet Honda derzeit eine viertürige Limousine mit Hybridantrieb an. Der Wagen ist mit einem 70-kW-Ottomotor ausgestattet, der von einem 15-kW-Elektromotor unterstützt wird. Der kombinierte Verbrauch ist mit 4,6 Litern pro 100 km angegeben.

#### Ford
- Ford bietet den in Europa als Maverick bekannten Geländewagen in den USA in einer Version als Ford Escape Hybrid an. Der Escape Hybrid verwendet eine von Ford weiterentwickelte Version des THS-I aus dem ersten Toyota Prius. Der Bauraum für die Hybrid-Bauteile wurde schon bei der Entwicklung und Konstruktion mit einbezogen. Der Allradantrieb des Escape wird konventionell über eine Kardanwelle realisiert.
- Die zum Ford-Konzern gehörende Firma Mercury bietet ab Frühjahr 2006 einen Geländewagen mit Hybridantrieb an. Angetrieben wird das Allradfahrzeug von einem 2,3-Liter-Verbrennungsmotor mit Atkinson-Kreisprozess und einem 70-kW-Permanentmagnet-Elektromotor.

#### Peugeot und Citroën
- Der Peugeot 3008 HYbrid4 ist das weltweit erste Serienfahrzeug mit Diesel-Hybridantrieb. Das Fahrzeug ist seit März 2011 verfügbar.[40][41] Peugeot kombiniert einen 2.0-HDi-Motor mit 120 kW (163 PS) Leistung mit einem 27-kW-(37-PS-)Elektromotor. Der Dieselantrieb wirkt dabei nur auf die Vorder-, der Elektroantrieb auf die Hinterachse. Der Durchschnittsverbrauch liegt bei 3,8 l/100 km,[42][43] der CO2-Ausstoß bei 99 g/km.[44]

- Der Citroën DS5 ist seit 2012 mit dem gleichen Diesel-Hybridantrieb auf dem Markt.

#### Suzuki
- Zum Tokyoter Autosalon im November 2001 zeigte Suzuki seinen Kleinstwagen Suzuki Twin, den es mit 658-cm³-Dreizylinder-Ottomotor und auch als Hybrid-Version gab. Schon im Dezember 2001 lief die Serienfertigung an, er wurde allerdings nur in Japan verkauft. Er war das bisher kleinste jemals serienmäßig gebaute Hybridfahrzeug. Aufgrund seiner geringen Abmessungen und Motorstärke galt er in Japan als sogenanntes K-Car und war damit steuerlich begünstigt. Es verkaufte sich aufgrund des hohen Preises aber so schlecht, dass Suzuki die Produktion des Twin Hybrid bereits im März 2002 nach nur 10.400 gebauten Exemplaren wieder einstellte. Im November 2003 wurden auch die übrigen Versionen des Twins aus dem Programm gestrichen.

#### Toyota
Von Toyota wurden bereits weltweit elf Millionen Hybridautos verkauft und damit 77 Millionen Tonnen CO2 eingespart. Derzeit sind 33 verschiedene Hybridmodelle von Toyota verfügbar.
- Der Toyota Prius wird seit 1997 serienmäßig hergestellt und ist mittlerweile in der vierten Generation erhältlich. Er hat einen Otto- und zwei Elektromotoren, die über ein Planetengetriebe an die Antriebsachse gekoppelt sind. Betriebszustände, in denen der Verbrennungsmotor nur geringen Wirkungsgrad hat (Anfahren, Stadtverkehr) werden vom Elektromotor mit seinem sehr viel höheren Wirkungsgrad übernommen. Bei Bedarf kann der Verbrennungsmotor auch ganz abgeschaltet werden. Bei Fahrt mit gleich bleibender Last (Marschbetrieb) treibt allein der Ottomotor den Prius an, während der Nickel-Metallhydrid-Akku gleichzeitig via Generator geladen wird. Bei stärkerer Last wird der Prius von beiden Motoren gemeinsam angetrieben. Durch eine Nutzbremse kann Energie zurückgewonnen werden. Die Energieeinsparung beim Prius gegenüber Fahrzeugen nur mit Ottomotor der gleichen Fahrzeugklasse beträgt gemäß Werksangaben rund 30 %. Der Prius ist das Hybridfahrzeug, das dieser Antriebsart den Durchbruch ermöglichte. Eine Version mit Nachlademöglichkeit am Stromnetz und größerer elektrischer Reichweite (ca. 20 km) wird seit 2011 angeboten. Mit Stand Anfang 2019 war das weltweit bestverkaufte Toyota-Hybrid-Modell der Prius mit 3,9 Millionen verkauften Exemplaren.[45] Der Prius dürfte damit wohl das bisher erfolgreichste Hybridfahrzeug weltweit sein.
- Der Toyota Highlander ist der erste SUV mit Hybridantrieb. Er hat, anders als der Prius, außer dem Benzinmotor bereits zwei Elektromotoren, je einen auf der Vorder- und auf der Hinterachse. Produziert wird das Fahrzeug bereits seit Ende der 1990er Jahre, jedoch nur für den japanischen und den amerikanischen Markt. Es wird jedoch vereinzelt auch in Europa gefahren, als Privatimport aus den USA. Ab 2006 wird der Highlander bereits in der zweiten Generation gefertigt. Die Systemgesamtleistung des Modells 2006 beträgt 197 kW (268 PS) bei 4500–5600/min in der Version mit Allradantrieb (Ottomotor 155 kW (208 PS)); Elektromotor vorne 123 kW (167 PS); optionaler Elektromotor hinten 50 kW (68 PS). Die Beschleunigung von 0 auf 100 km/h beträgt 8,0 (2WD) oder 7,2 (4WD) Sekunden, seine Fahrleistungen entsprechen denen eines antriebsstarken 8-Zylinder-Geländewagens.
- Seit April 2005 bietet Lexus in den USA ein Oberklasse-SUV mit Hybridantrieb an. Markteinführung in Europa war Juni 2005. Der RX 400h wird von einem V6-3,3-Liter-Ottomotor (155 kW) plus Generator und einem Elektromotor (123 kW) an der Vorder- und einem Elektromotor (49 kW) an der Hinterachse angetrieben (elektrischer Allradantrieb). Die Gesamtleistung des Hybridsystems wird mit 200 kW angegeben (die Motorenleistungen können nicht addiert werden, da der Akku nur begrenzte Leistung abgeben kann). Der Antrieb basiert auf dem bereits verfügbaren Hybrid-Antriebsstrang des Toyota Prius THS II. Das Fahrzeug kommt damit auf ein Systemdrehmoment von über 700 Nm bezüglich der Kurbelwelle der Verbrennungskraftmaschine. Der Verbrauch bleibt bei moderater Fahrweise unter 10 Liter pro 100 km. Zusätzlich wurden die Elektromotoren mit dem ESP-System gekoppelt. Sie erlauben einen etwa zehnmal schnelleren Eingriff in die Fahrsituationsstabilisierung als ein ABS/ESP-System mit herkömmlichem Hydraulikaggregat. Mit dem Lexus GS 450h ist seit Ende 2006 ein neues Hybridfahrzeug auf dem Markt, das auf dem weiterentwickelten THS-II-System von Toyota basiert. Ein wesentlicher Unterschied zum RX 400h ist die zweistufige Übersetzung des Planetengetriebes am Elektro-Antriebsmotor. Dies erlaubt dank der höheren Drehzahl einen kleineren oder auch stärkeren Elektromotor.
- Seit Anfang 2016 ist der Toyota RAV4 im Zuge seiner Modellpflege mit einem Vollhybrid-Antrieb lieferbar. Er bedient sich des Antriebsstrangs des Lexus NX300h und kommt insgesamt auf eine Systemleistung von 145 kW. Optional ist ein Allradantrieb erhältlich, der durch einen zusätzlichen Elektromotor an der Hinterachse realisiert wird (das heißt ohne Kardanwelle).

#### Volvo
- Nach einer Vollelektro-Studie, dem C30 Electric, der in Kleinserie von 250 Einheiten produziert wurde, stellte Volvo 2011 erstmals einen Plugin-Hybriden (V60) vor. Neben diesem ab 2012 verfügbaren Modell bietet der V40 seit 2012 serienmäßig eine Bremsenergierückgewinnung. Durch die Wahl eines Dieselmotors beim V60 Plugin-Hybrid ist sehr häufiges Ein- und Abschalten nicht durchgängig möglich, ohne die Motorlebenszeit deutlich zu verkürzen.
- Die neuen ab 2015 angebotenen Plugin-Hybriden, der XC90 T8 sowie ab 2016 der V90 T8 und der S90 T8, sind daher ausschließlich mit Otto-Motoren ausgestattet. Diese großen Modelle auf Basis der SPA-Plattform bieten in ihrer Hybrid-Variante einen Generator im Motorenraum, einen 64-kW-Elektromotor auf der Hinterachse sowie einen Akku im Mittelgang für etwa 40 Kilometer rein elektrische Reichweite.
- Die 2016 angekündigten neuen Modelle auf der CMA-Plattform, XC40, V40 sowie S40, sollen in der Plugin-Hybrid-Variante einen Dreizylinder-Ottomotor sowie einen kombinierten Generator/Motor im Motorenraum mit 50 kW Leistung haben, gespeist durch eine Batterie im Mittelgang mit bis zu 50 km rein elektrischer Reichweite. Bei den kleinen Modellen wird das Doppelkupplungsgetriebe mit zwei getrennten Antriebssträngen für Elektro- sowie Benzin-Motor ausgestattet; somit ist ein individuelles Ein- und Auskuppeln beider Motoren möglich. Weiterhin wird der Elektromotor nicht direkt auf der Antriebsachse mit fester Übersetzung arbeiten, sondern seine Leistung wird durch das Getriebe mit variabler Übersetzung auf die Antriebsachse übertragen.

### Mild-Hybride mit Schaltgetriebe

#### Fiat
Seit 2020 sind der Fiat Panda und Fiat 500 als Mild-Hybrid mit 6-Gang-Schaltgetriebe erhältlich.

#### Ford
Seit 2020 sind der Ford Fiesta und Ford Focus (1.0 EcoBoost-Ottomotor) und der Ford Kuga (2.0 l Turbo-Diesel) als Mildhybrid mit 6-Gang-Schaltgetriebe erhältlich.

#### Honda
Der von 2010 bis 2016 gebaute Sportwagen Honda CR-Z war zur damaligen Zeit das einzige Hybridfahrzeug mit Schaltgetriebe.

#### Mazda
Der seit 2019 gebaute Mazda3 (BP) ist als Mild-Hybrid wahlweise mit 6-Gang-Schaltgetriebe oder mit Automatikgetriebe erhältlich.

#### Suzuki
Seit 2020 ist der Suzuki Swift als Mild-Hybrid wahlweise mit 5-Gang-Schaltgetriebe oder stufenlosem CVT-Getriebe erhältlich.

### Prototypen und Neuentwicklungen seit 2005

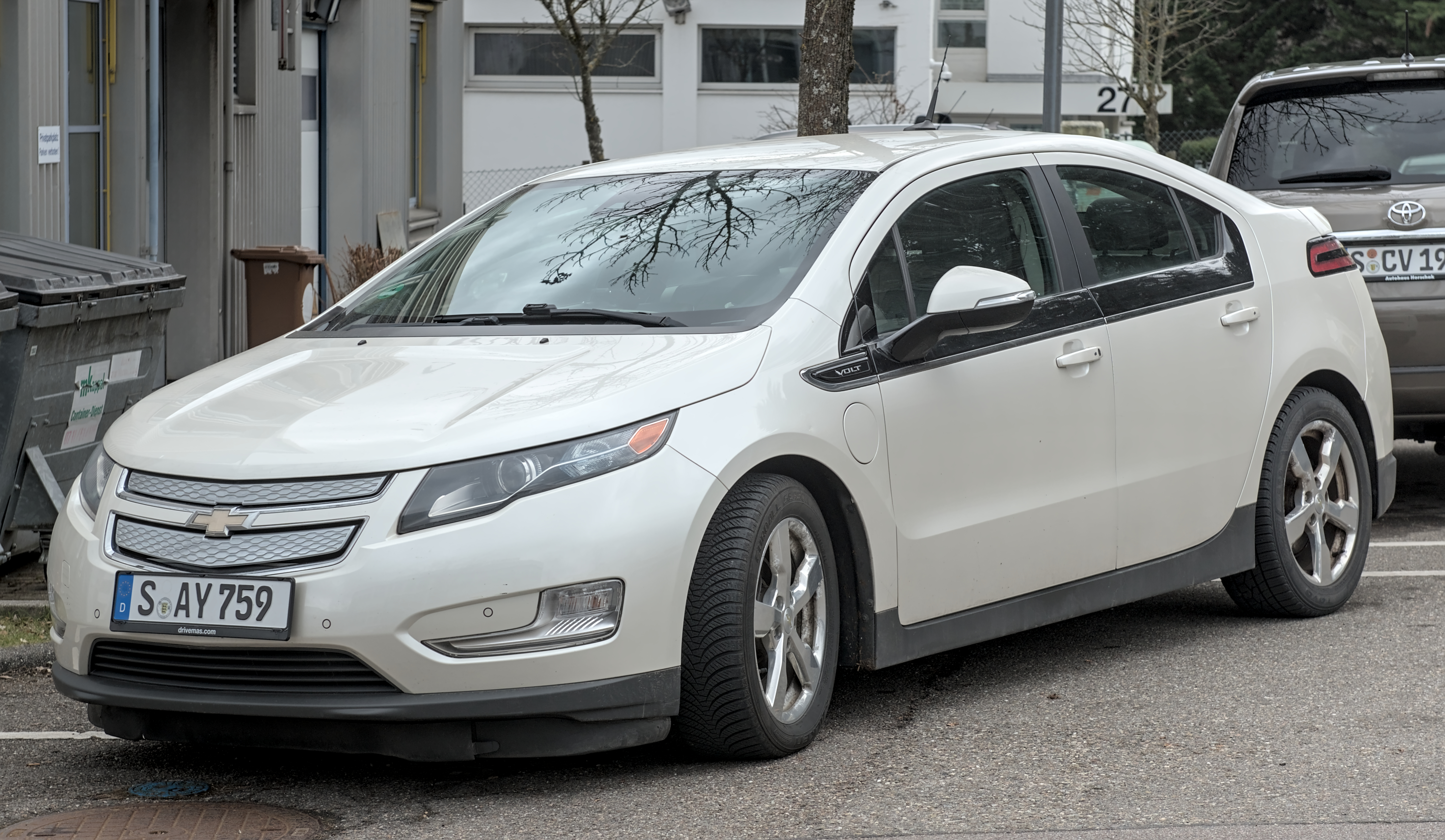
Chevrolet Volt von 2010

- General Motors führte den Chevrolet Volt im August 2010 in den Vereinigten Staaten ein und brachte den verwendeten E-Flex-Antrieb im ersten Quartal 2012 in Europa auch im fast baugleichen Opel Ampera auf den Markt. Der Wagen erzielte relativ gute Verkaufszahlen und ging in die zweite Generation, der Opel Ampera hingegen verkaufte sich schlechter und wurde 2016 eingestellt. Den Namen griff 2017 der Opel Ampera-e auf, jedoch als reines E-Fahrzeug.
- PSA Peugeot Citroën brachte seinen Diesel-Elektro-Hybrid Peugeot 3008 Hybrid4 erstmals 2010 auf den Markt. Der Elektromotor war auf einem neu entwickelten Antriebsstrang zwischen Motor und Getriebe gekoppelt. Der Dieselmotor hatte 66 kW (90 PS), der Elektromotor 16 kW bei einer Spitzenleistung von 23 kW. Der Verbrauch wurde mit 3,4 Liter auf 100 km angegeben. Energierückgewinnung, Abschaltautomatik und elektronisches Antriebsmanagement funktionierten ähnlich zum Toyota Prius.[40] Der Verkauf wurde in Deutschland im März 2015 eingestellt.

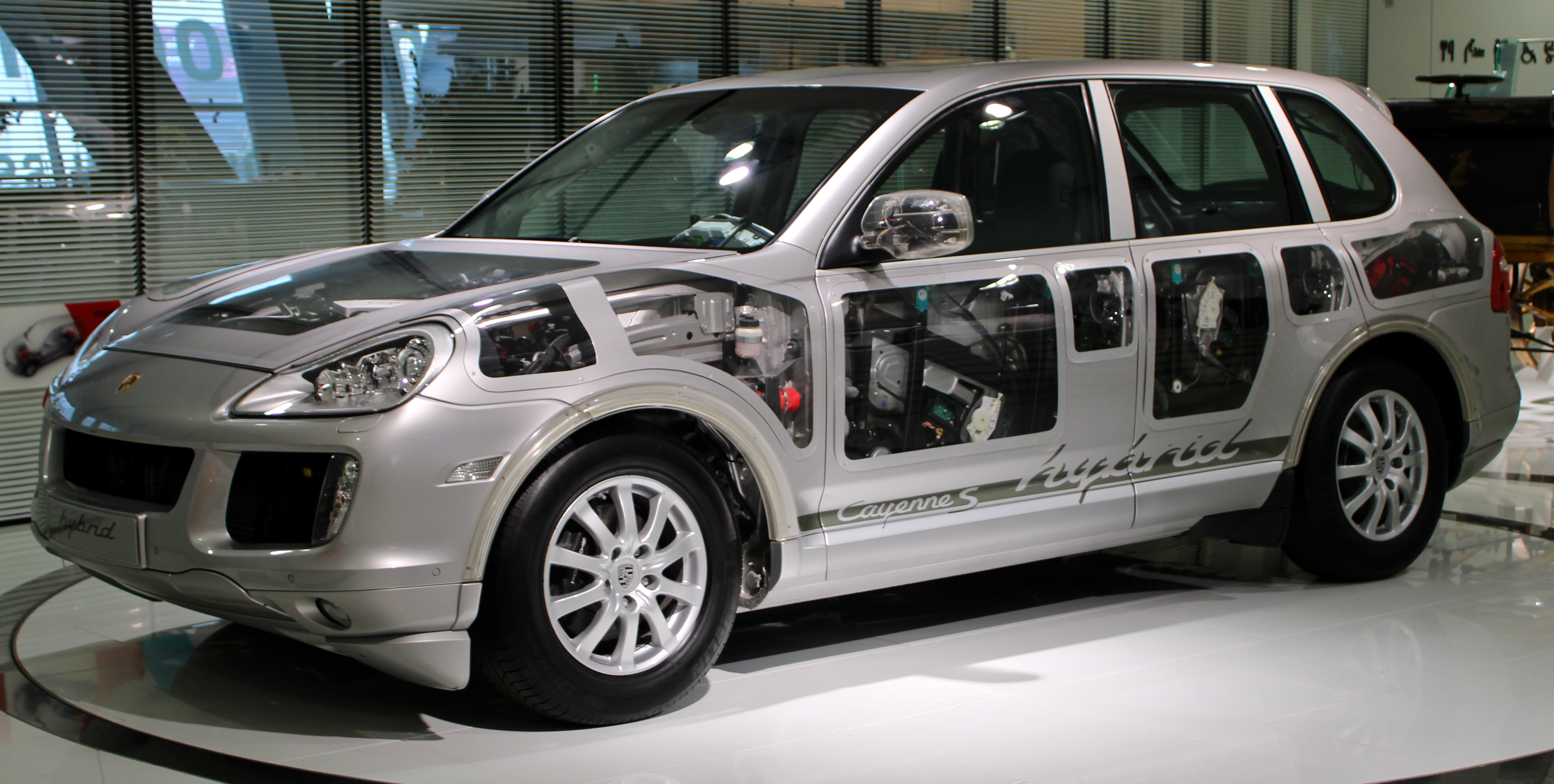
Prototyp des Porsche Cayenne Hybrid aus dem Jahr 2007

- Volkswagen, Audi und Porsche arbeiteten zusammen an der Entwicklung von Hybridantrieben. Auf der IAA 2007 wurden erste Prototypen der Fahrzeuge, u. a. ein Golf V Hybrid gezeigt, die Markteinführung für 2008 geplant. Der weiterentwickelte Plug-in-Hybrid Golf GTE erschien im August 2014.
Der Porsche Cayenne Hybrid platziert seine 'Parallelhybrid'-Einheit zwischen Verbrennungsmotor und Automatikgetriebe. Auch der Porsche Panamera kam ab 2010 als Hybridvariante auf den Markt, 2016 folgte der Panamera 4 E-Hybrid.
- Eine Reihe kleiner Unternehmen entwickelten Hybridautos, meist Leichtfahrzeuge als serielle Plug-in-Hybrids, die parallel auch in Versionen als reine Elektroautos entstanden. Dazu gehört etwa der Aptera 2 Series.
- Fisker Automotive entwickelten den Plug-in-Hybrid Fisker Karma, der als Prototyp 2008 auf der Auto Show in London vorgestellt und bei Valmet Automotive in Finnland produziert wurde.
- In der Schweiz entwickelte die Firma 'Swisscleandrive' einen parallelen Plug-in-Hybridantrieb und stellte ihn als Prototyp im Fiat 500 swisscleandrive auf der Autozürich 2009 vor.[52] Der PKW konnte 30 km rein elektrisch fahren, verfügte im Hybridmodus über Allradantrieb, bei 90 kW Gesamtleistung. Der Verbrauch lag je nach Fahrmodus zwischen 0 und 5 Litern Benzin bzw. 0 und 20 kWh Strom/100 km.
- In Russland stellte Michail Prochorow im Dezember 2010 drei Prototypen des ё-mobil vor, die über einen Wankel-ähnlichen Motor im Dauerbetrieb via Generator zwei Elektromotoren versorgten, während ein supercap-Kondensator zur Pufferung dient. Die Höchstgeschwindigkeit war mit 130 km/h projektiert. Der Verzicht auf einen größeren Fahrakku sollte geringere Masse, Verbrauch und Kosten als bei anderen Bauweisen ermöglichen. Für umgerechnet ca. 10.000 Euro sollte das Fahrzeug in Russland ab Mitte 2012 erhältlich sein. Die Entwicklung wurde jedoch 2014 vorerst eingestellt.[53]
- Mercedes-Benz kündigte auf dem Genfer Automobilsalon 2010 den E 300 BluTEC Hybrid an und präsentierte einen seriennahen Prototyp. Der Elektromotor wurde hier im Generatorbetrieb zur Rekuperation genutzt. Der Verbrauch lag laut Hersteller bei 4,1 Litern auf 100 km oder 109 g CO2 pro gefahrenem Kilometer.[54] Stand 2018 ist in der dritten Generation u. a. der E 350 e Hybrid im Angebot.

### Busse, Lastkraftwagen und andere Nutzfahrzeuge
- Siehe auch: Hybridbus

Hybridantriebe im Nutzfahrzeug werden bislang vor allem im Bussegment erfolgreich im Markt angeboten. So werden Hybridbusse von Volvo, von Solaris Bus & Coach (Urbino 18 Hybrid) oder auch der Aero Niederflur-Hybridbus von der Mitsubishi Fuso Truck and Bus Corporation angeboten. Ein zusätzlicher Vorteil bei Hybrid-Stadtbussen ist, dass kurze Strecken (zum Beispiel im Stadtzentrum bzw. Altstadt) durch ausschließliche Nutzung des Elektroantriebes emissionslos befahren werden können. Viele Oberleitungsbusse werden standardmäßig mit einem Verbrennungsmotor als Hilfsaggregat ausgestattet, mit dem sie notfalls bei Stromausfall weiterfahren können. Moderne Ausführungen sind nicht mehr nur schwache Hilfsmotoren, sondern durchaus leistungsfähige Antriebe, deren Leistung dem Hauptantrieb kaum nachsteht.
AnsaldoBreda bietet in Italien in Serie hergestellte Hybridbusse für den Stadtverkehr an (AlterEco). Diese Busse werden seit einigen Jahren in Bologna eingesetzt. Schon Mitte der 1990er Jahre wurden in Ferrara Stadtbusse versuchsweise auf Hybridantrieb umgerüstet.
Im Lastwagensegment gibt es weit fortgeschrittene Überlegungen zum Hybrid (siehe z. B. ); eine größere Marktdurchdringung ist bislang nicht erreicht worden. Erste Fahrzeuge werden allerdings angeboten; beispielsweise im Leicht-Lkw Canter Eco Hybrid. In den USA bietet der Lkw-Hersteller Peterbilt Hybrid-Lkw an. Im schweizerischen Winterthur verkehrt – vor allem im Stadtzentrum – seit 2013 ein Kehrichtsammelwagen mit leisem Hybridantrieb.

### Verbreitung in Deutschland und Österreich
Nach Angaben des Kraftfahrt-Bundesamtes und der Statistik Austria umfasste der Bestand an Personenkraftwagen mit der Kraftstoffart Hybrid seit 2005:
| Datum        | Deutschland Hybrid | Österreich |
| 1. Jan. 2005 | 2.150              |            |
| 1. Jan. 2006 | 5.971              |            |
| 1. Jan. 2007 | 11.275             |            |
| 1. Jan. 2008 | 17.307             |            |
| 1. Jan. 2009 | 22.330             | 2.592      |
| 1. Jan. 2010 | 28.862             | 3.559      |
| 1. Jan. 2011 | 37.256             | 4.792      |
| 1. Jan. 2012 | 47.642             | 6.060      |
| 1. Jan. 2013 | 64.995             | 8.100      |
| 1. Jan. 2014 | 85.575             | 10.504     |
| 1. Jan. 2015 | 107.754            | 12.232     |
| 1. Jan. 2016 | 130.365            | 15.862     |
| 1. Jan. 2017 | 165.405            | 20.033     |
| 1. Jan. 2018 | 236.710            | 27.494     |
| 1. Jan. 2019 | 341.411            | 36.549     |
| 1. Jan. 2020 | 539.383            | 51.817     |
| 1. Jan. 2021 | 1.004.089          | 83.361     |
| 1. Jan. 2022 | 1.669.051          | 136.974    |
| 1. Jan. 2023 | 2.337.897          | 189.686    |
| 1. Jan. 2024 | 2.911.262          | 250.982    |
| 1. Jan. 2025 |                    | 329.935    |

## Öffentliche Förderung
In mehreren Ländern wird der Kauf und/oder der Betrieb von Hybridfahrzeugen subventioniert. Diese Subventionen liegen je nach Land bei einer Gewährung von Kaufprämien, Boni oder auch bei steuerlichen Vorteilen bis hin zur Steuerbefreiung.